# 명함

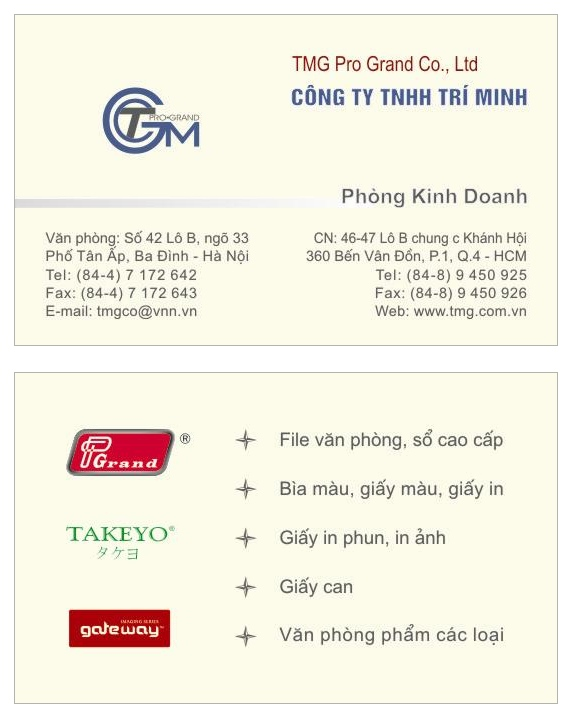
베트남의 한 명함의 앞면과 뒷면

명함(名銜·名啣)은 개인이나 회사에 관한 사업 정보를 다루고 있는 카드이다. 이름, 주소, 전화번호, 회사명, 직책 등을 기입하여 자신을 설명할 수 있는 역할을 하는 종이로 구성된다. 일반적으로는 이름만 적는데 대한민국의 경우에는 본인이 어떤 일을 하고 있는지 또는 자격증, 학위 등도 표현하는 경우가 많다. 또한 회사를 다니지 않는 학생들의 경우도 패션명함을 만들어 사용하는 등 자신을 표현하기 위한 수단으로 활용되고 있다. 정당 활동가들이 정당을 소개하기 위한 수단이나 자동차 회사나 소프트웨어 영업대리업체(딜러)에서 영업직에 종사하는 영업사원이 고객과의 거래를 위한 수단으로 활용하기도 한다. C.I가 기재된 명함, 편지지, 봉투를 사용하면 홍보 효과가 있기 때문이다. 최근에는 인터넷 상에서 명함을 직접 편집, 디자인해서 주문할 수 있는 사이트가 많아, 온라인으로 쉽게 주문을 할 수 있다.

## 같이 보기
- 모바일명함
- vCard
- hCard